# Илова (град)
Илова (пољ. Iłowa) је град у Пољској у Војводству Лубушком у Повјату żagański. Према попису становништва из 2011. у граду је живело 4.067 становника.

## Становништво
Према прелиминарним подацима са пописа, у граду је 2011. живело 4.067 становника.
| 2002. | 2011. | 2012. |
| ----- | ----- | ----- |
| 4.130 | 4.067 | 4.044 |